# بيل دانيال
بيل دانيال (بالإنجليزية: Bill Daniel)‏ هو محامي وسياسي أمريكي، ولد في 20 نوفمبر 1915 في دايتون في الولايات المتحدة، وتوفي في 20 يونيو 2006 في ليبرتي في الولايات المتحدة. حزبياً، نشط في الحزب الديمقراطي. وقد انتخب حاكم غوام (20 مايو 1961 – 9 مارس 1963) وانتخب عضو مجلس نواب تكساس.

## روابط خارجية
- بيل دانيال على موقع IMDb (الإنجليزية)
- بيل دانيال على موقع ألو سيني (الفرنسية)
- بيل دانيال على موقع أول موفي (الإنجليزية)
- بيل دانيال على موقع كينوبويسك (الروسية)